# GDP 디플레이터
경제학에서 GDP 디플레이터(GDP deflator)는 물가 수준의 지표로서 명목 GDP를 실질 GDP로 나눈 수치에 100을 곱한 것이다.
{\displaystyle \operatorname {GDP\ deflator} ={\frac {\operatorname {Nominal\ GDP} }{\operatorname {Real\ GDP} }}\times 100}
명목 GDP의 풍선효과를 없애고, 실질 GDP를 구할 수도 있다.

## 같이 보기
- 소비자 물가지수
- 피셔 지수
- 인플레이션
- GDP 갭